# Жупина Анатолій Володимирович
Анато́лій Володи́мирович Жупи́на (нар. 27 квітня 1954, с. Нова Благовіщенка Горностаївського району Херсонської області) — український журналіст, редактор. Заслужений журналіст України.
Член Національної спілки журналістів України (з 1977).

## Життєпис
Народився на Херсонщині. Батько Володимир Феофілович (1920—1990) працював ветеринарним лікарем колгоспу «Перемога» в Горностаївському районі, мати Ніна Прохорівна (1923) — колгоспниця, згодом пенсіонерка.
Вищу освіту здобув у Київському державному університеті ім. Т. Г. Шевченка (1977—1983) за спеціальністю журналістика. Закінчив Вищу партійну школу в Києві (1984—1986), відділення журналістики.
У професії з 1973 року, починав як літредактор горностаївської районної газети «Сільські новини». У 1973—1975 роках служив у Збройних силах СРСР. Згодом працював старшим кореспондентом міської газети «Нова Каховка» (1975—1978). У 1978—1984 роках — завідувач відділу херсонської обласної молодіжної газети «Ленінський прапор». У 1986—1990 роках — старший кореспондент херсонської обласної газети «Наддніпрянська правда». У 1990—1993 роках — старший кореспондент газети Південної групи військ «Знамя Победы». У 1993—1996 роках — старший кореспондент херсонської обласної газети «Наддніпрянська правда».
З лютого 1996 року — головний редактор обласної газети «Новий день» (Херсон).
Спеціалізація в творчості — аналітична стаття, журналістські розслідування. Захоплення — спорт.
Живе в Херсоні. У період російсько-української війни за тимчасової окупації обласного центру й частини Херсонщини Анатолій Жупина перебував до 22 березня 2022 року в захопленому загарбниками місті. Відтак мусив виїхати з сім'єю до Львова, де спільно з донькою-журналісткою за підтримки НСЖУ в листопаді того ж року відновив вихід у світ друкованого видання «Новий день» для жителів Херсонщини.   

## Громадська діяльність
Був депутатом Херсонської облради (1998—2002), секретарем постійної комісії з питань гуманітарної політики, гласності і зв'язків з громадськістю Херсонської облради; з 2006 року — депутат, голова постійної депутатської комісії з питань гласності, зв'язків зі ЗМІ, партіями і громадськими організаціями Херсонської облради.
Член правління Херсонської обласної організації НСЖУ. Від початку 2000-х років — активіст ВБФ «Журналістська ініціатива» в Херсонській області. Був членом Комісії з журналістської етики (від 2011 р.).

## Нагороди, відзнаки
- Почесне звання «Заслужений журналіст України» (2008)[3]

Лауреат Всеукраїнського конкурсу «Ділова людина України» (2000); медаль «Ділова людина України», ювілейна медаль до 2000-річчя Різдва Христового, повний кавалер ордена Преподобного Нестора Літописця.